# Cantarell
Cantarell es el tipo de letra predeterminado utilizado en la interfaz de usuario de GNOME a partir de la versión 3.0, reemplazando a Bitstream Vera. Fue diseñada por Dave Crossland en 2009. Tiene 2 estilos con bastardillas.

## Historia
La familia tipográfica Cantarell fue desarrollada por Dave Crossland, durante sus estudios de diseño de tipografía en la University of Reading. Posteriormente, la tipografía fue aceptada por GNOME para su uso en la interfaz de usuario del entorno de escritorio a partir del lanzamiento de GNOME 3.0,[cita requerida] y su código fuente fue liberado a través de los repositorios Git de GNOME.

## Distribución
Algunas distribuciones Linux que incluyen GNOME 3 traen este tipo de letra, como Fedora 15. Google incluyó el tipo de letra en su directorio de fuentes web, permitiendo su uso en sitios web.

## Recepción
Cantarell ha recibido críticas por parte de la comunidad del software libre. Se argumenta que el uso de esta tipografía en interfaces de usuario reduce la legibilidad del texto en aplicaciones, está mal interletrada y sus glifos están deformados, a pesar de que en el sitio web del diseñador se establece que Cantarell fue diseñada para la lectura en pantallas de computadora. También se critica el poco soporte para otros sistemas de escritura adicionales al alfabeto latino básico.
El Proyecto GNOME también ha criticado a la tipografía Cantarell porque sólo cubría el uso en alfabetos latinos, y aún menos que las tipografías usadas anteriormente llamadas DejaVu. Cuando Cantarell fue publicada por primera vez, Dave Crossland invitó a otros tipógrafos a extender el soporte de la tipografía a otros lenguajes. Esto finalmente sucedió en el año 2013 cuando Pooja Saxena se unió a la fundación GNOME con el "Programa de Promoción de la Mujer" iniciando extensión de Cantarell a los alfabetos Griego y Cirílico.